# 朴成哲
朴 成哲（パク・ソンチョル、박성철、1913年9月2日 - 2008年10月28日）は、朝鮮民主主義人民共和国（北朝鮮）の政治家。国家副主席や政務院総理（首相）などの要職を歴任した。

## 経歴
日本統治時代に、慶尚北道慶州市で生まれる。日本の上智大学を中退。留学中に日本共産党にも入党した。1934年4月、満州の抗日パルチザンに参加。1936年、東北抗日聯軍第5軍教導第1隊青年隊員。周保中からは、きわめて忠実勇敢な青年隊員と評された。1937年、第2軍第4師第1団排長。1942年、第88独立狙撃旅団第1大隊第1中隊第1小隊長。
1942年春、ソ連軍偵察要員として国境の日本軍の配置状況を偵察する任務を与えられた。1週間で終わる任務のはずが、秋まで帰還せず、その間、重要な情報を無線で何度も送ってきた。ソ連軍が別の偵察要員を送り、朴の情報は虚偽と判明した。ソ連に戻れば再び危険な任務を命じられる恐怖心とソ連軍のために命を失う危険を冒さなければならないのかという疑問から、さも重要であるかのような情報を送り続けることで、朴はその場に無事に留まっていられると考えたのだろうと言われている。朴は帰還後、厳しく糾弾され、小隊長から兵士に降格して第88旅団に戻された。これを恥じた朴はアヘンを飲んで自殺未遂事件を引き起こしたという。
1945年9月、第88旅団隊員と共にソ連軍船のプガチョフ号に乗船して9月19日に元山港に入港
解放後、粛川郡党委員会責任書記。1946年、中央保安幹部学校副校長（中佐）。1948年朝鮮人民軍第3師団参謀長（大佐）。1950年3月第15師団長となり、朝鮮戦争に参戦。1953年9月民族保衛省偵察局長。その後外務省に転じ、1954年8月から駐ブルガリア人民共和国公使、1955年5月同大使。1956年8月朝鮮労働党中央委員会国際部長、同年10月外務副相、1959年10月に外務相（大臣）に就任し、1970年7月に退任するまで北朝鮮の外交を牽引した。この間、1966年に内閣副首相を兼務。1972年、非公式に大韓民国の首都ソウルを訪問して朴正煕大統領と会談し、南北共同声明発表への道筋をつけた。同年12月に内閣が政務院に改組されると、引き続き政務院副総理に就任した。党務の面では、1964年6月の朝鮮労働党第4期中央委員会第9回総会で政治委員会候補委員（政治局員候補）に、1966年10月の第4期党中央委員会第14回総会で政治委員会委員（政治局員）に選出。1970年の第5回党大会でも政治委員会委員に再選された。
1976年4月29日、政務院総理に就任。翌年12月15日、国家副主席に転任。1980年の第6回党大会において党政治局員に選出される。1991年8月、祖国統一民主主義戦線議長を兼任。
1994年7月8日に国家主席の金日成が死去したため国家主席職は空席となり、憲法上の国家主席の職務は国家副主席の朴成哲が代行したが、事実上の最高指導者としての地位は国防委員長の金正日であった。1998年9月5日の憲法改正によって国家主席・副主席職が廃止された。国家副主席だった朴成哲は最高人民会議常任委員会名誉副委員長となり、党政治局員の地位を保ったものの、高齢のためもあって、金日成時代を象徴する形式的・名誉職的な地位に甘んじることとなった。2003年9月の建国55周年記念閲兵式典で観覧席に登場して以来、動静に関する公式報道が途絶えていたが、2007年7月30日、道、市、郡人民会議代議員選挙で投票したことを朝鮮中央テレビが伝えた。
2008年10月28日、朝鮮中央通信が死去を伝えた。「長い間病気だった」としている。
孫のひとりは、日本人拉致被害者曽我ひとみの娘美花・ブリンダ姉妹の指導員を務めていた。